# ハロー!プロジェクト メロン記念日の“ムラタジオ”
ハロー!プロジェクト メロン記念日の“ムラタジオ”（ハロープロジェクト メロンきねんびの ムラタジオ）とは、2008年4月5日から6月28日まで東北放送（TBCラジオ）で土曜日22:30 - 23:00に放送されていたラジオ番組である。番組内容そのものは、2005年4月1日から2008年3月28日まで平日23:15 - 23:30に放送されていたTBC FUNふぃーるど・モーレツモーダッシュの続編である。

## 概要
- TBC FUNふぃーるど・モーレツモーダッシュの放送時間を変更して開始された。
- 出演者はメロン記念日の宮城県出身村田めぐみがレギュラーパーソナリティを務め、ゲストに他のハロー!プロジェクトメンバーを迎えている。

### エンディング曲
- 2008年4月 - 5月、メロン記念日「オンナザカリ」
- 2008年6月、メロン記念日「夏の夜はデインジャー!」
- 2008年6月28日、メロン記念日「ENDLESS YOUTH」

### 提供アナウンス
- 2008年4月 - エンターテインメントの総合専門学校東放学園

## レギュラーコーナー
- 誰も知らない話
- めぐみ先生の保健室
- 村田代行社

## パーソナリティ

### レギュラー
- 村田めぐみ（2008年4月5日 - ）

### ゲスト
- 斉藤瞳（2008年4月5日・12日・6月14日・21日）
- 大谷雅恵（2008年4月5日・12日・6月14日・21日）
- 柴田あゆみ（2008年4月5日・12日）
- 石川梨華（2008年4月19日・26日）
- 三好絵梨香（2008年4月19日・26日）
- 岡田唯（2008年4月19日・26日）
- 梅田えりか（2008年5月3日・10日）
- 矢島舞美（2008年5月3日・10日）
- 松浦亜弥（2008年5月17日・24日）
- 中澤裕子（2008年5月31日・6月7日）